# Jan Kajetan Cywiński
Jan Kajetan Cywiński herbu Puchała (ur. 24 czerwca 1772 w Kuźmiczach, k. Oszmiany, zm. 17 listopada 1846 w Wilnie) – biskup delkoneński, sufragan trocki, biskup administrator diecezji wileńskiej od 1840, filantrop.

## Życiorys
Syn Ignacego Cywińskiego i Apolonii Rodziewicz. W 1790 wstąpił do misjonarzy św. Wincentego a Paulo w Wilnie. W 1795 przyjął święcenia kapłańskie, studiował teologię i nauki polityczne. Profesor Uniwersytetu Wileńskiego i wykładowca seminarium duchownego w Wilnie. W 1811 roku został kanonikiem kapituły wileńskiej. W 1818 obronił doktorat z teologii i prawa kanonicznego. W 1838 otrzymał nominację carską na sufraganię trocką. Sakrę przyjął w 1841 w Petersburgu po czym został administratorem diecezji wileńskiej. Poświęcił się dobroczynności (od 1843 jako prezes Wileńskiego Towarzystwa Dobroczynności), działał m.in. na celu umożliwienia niezamożnej młodzieży podejmowania studiów. W dobrach biskupich zwolnił włościan od poddaństwa.
Spoczywa w kaplicy św. Ignacego Loyoli w bazylice archikatedralnej św. Stanisława Biskupa i św. Władysława w Wilnie.